# La venganza de Don Mendo

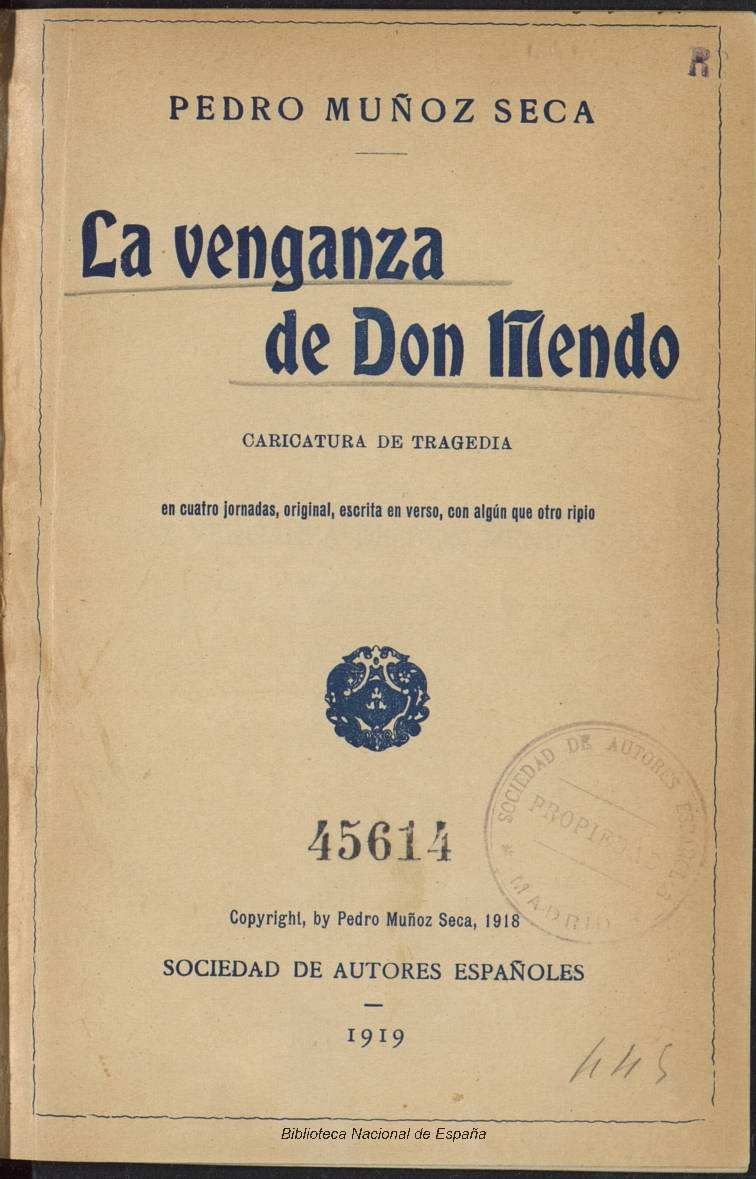
Portada de l'edició original

La venganza de Don Mendo és una obra teatral caricaturesca de Pedro Muñoz Seca ambientada en l'Espanya medieval del segle xii durant el regnat d'Alfonso VII de Castella. Va ser estrenada el 20 de desembre de 1918 en el Teatro de la Comedia de Madrid, amb Juan Bonafé i Samsó en el paper principal i ben aviat va esdevenir un gran èxit.

## Estil
L'obra pertany al gènere de l'astracan o astracanada, creat pel mateix autor. Es tracta d'un gènere còmic menor que solament pretén fer riure en tot moment: l'acció, les situacions, els personatges i fins i tot el decorat depenen únicament de l'acudit, que moltes vegades es basa en jocs de paraules, anacronismes, girs humorístics i deformacions del llenguatge. L'obra és un recorregut per quasi totes les mètriques i formes estròfiques de la poesia castellana.

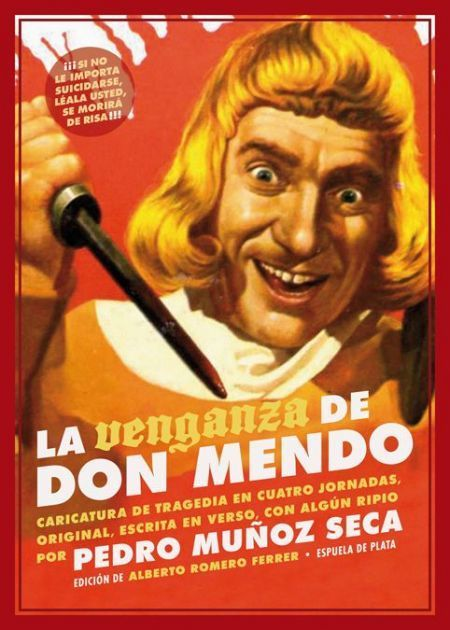
Portada de l'edició del 2018 de la col·lecció Ediciones Espuela de Plata

L'obra està dividida en quatre actes. L'estil emprat suposa una reducció a l'absurd dels elements propis del drama històric una finalitat paròdica. S'hi barregen elements del moment en què es va escriure amb elements de l'època buscant deliberadament l'anacronisme i fa que els personatges medievals es moguin en un món dominat per la moral utilitària del temps de l'autor. El final de cada acte és de gran efectisme teatral y posa de manifest el domini de l'escena que tenia Muñoz Seca.

## Argument
En el primer acte, Magdalena, filla de Don Nuño Manso de Jarama, es veu d'amagat amb el noble Don Mendo. El pare de la jove vol que es casi amb un noble ric, privat del rei, Don Pero de Toro. Ella, que vol ascendir socialment, accepta sense considerar en cap moment el seu amant. Quan aquell vespre Don Mendo va a visitar Magdalena li explica que jugant a les cartes ha perdut tant que no pot pagar i que ha perdut el seu honor. Magdalena, veu la seva oportunitat de desfer-se d'ell i li ofereix un collar de perles perquè pagui els seus deutes i marxi cap a la guerra. Don Pero, que passa alavora del castell veu l'escala que s'enfila fins a la finestra de Magdalena i puja per ella. Allà, Don Mendo és descobert i arriba Don Pero i la gent del castell. Don Mendo ha promès no deshonrar Magdalena i assegura que ell només ha entrat al castell a robar i mostra el collar.
El segon acte comença amb Don Mendo engarjolat. Magdalena i Don Pero estan a punt de casar-se. Don Nuño, incitat per la seva filla, que vol evitar que es sospiti que era la seva amant, el condemna a ser emparedat i que de la paret surti la seva mà com demanant caritat. Don Mendo descobreix així que ha estat traït per Magdalena, que no estima ningú més que a si mateixa. Don Mendo és rescatat pel Marquès de Moncada, un amic seu, que arriba disfressat de frare i fa que s'emparedi un cadàver amb l'anell de Don Mendo.
El tercer acte té lloc en el campament militar de Don Pero. El rei Alfonso és l'amant de Magdalena però ella s'ha enamorat d'un misteriós trobador, Renato, que en realitat és la nova identitat de Don Mendo. Amb ell treballen unes mores i una d'elles, Azofaija, també n'està perdudament enamorada. Encara més, la reina també sent atracció pel trobador i el cita en una cova propera. El rei cita a Magdalena a la mateixa cova i hora. Magdalena també hi cita Renato, però Don Nuño i Don Pero espien la conversa i decideixen també anar a la cova a salvar el seu honor. Azofaija també hi va per venjar-se.
El quart acte té lloc dins de la cova on es van trobant els diferents personatges. Renato revela a Magdalena que és Don Mendo. Don Pero es suïcida en veure que el rei l'ha deshonrat i maleeix la seva dona. El rei mata Don Nuño que també maleeix la seva filla. Azofaija apunyala Magdalena i Don Mendo, en saber-ho la mata i després es suïcida amb el mateix punyal. Només els reis i el marquès de Moncada queden vius.

## Personatges principals
- Don Mendo, noble pobre que serà traït i que adoptarà una nova personalitat de Renato.
- Magdalena, filla de Don Nuño, amant de Don Mendo i després dona de Don Pero.
- Marquès de Moncada, amic de Don Mendo.
- Don Nuño Manso, pare de Magdalena.
- Don Pero de Toro, marit de Magdalena.
- Doña Ramírez, acompanyant de Magdalena.
- Azofaifa, mora enamorada de Don Mendo.
- El rei Alfonso VII de Castella, amant de Magdalena.
- La reina Berenguela, enamorada de Renato.

## Adaptacions a la pantalla
L'obra va ser portada al cinema per Fernándo Fernán Gómez el 1961. També ha estat adaptada diverses vegades per a la televisió amb Ismael Merlo (1964), Tony Leblanc (1972), Manolo Gómez Bur (1979) o José Sazatornil (1988) en el paper de Don Mendo.